# Metnitz (Fluss)
Die Metnitz ist ein Fluss in den Gurktaler Alpen in Kärnten. Nach 43 km erst lange östlichen, am Ende südlichen Laufs mündet sie beim Ortsteil Hohenfeld der Stadtgemeinde Straßburg von links in die Gurk.

## Name
Der Name stammt aus dem Slawischen, bedeutet „trüber Bach“ und weist auf die Schwebstoffe hin, die der Vellachbach im Ort Metnitz einbringt. Der Fluss wurde 898 als Motniz erstmals schriftlich erwähnt.

## Geographie

### Verlauf
Die Metnitz entspringt in einer Seehöhe von 1230 m auf der Priewaldalm östlich der Flattnitz (Gurktaler Alpen). Sie durchfließt in West-Ost-Richtung das nach ihr benannte, relativ schmale Metnitztal, eingebettet zwischen Metnitzer Bergen im Norden und Mödringbergzug im Süden. Oberhalb von Friesach wird der Talboden sehr breit, man spricht ab hier auch vom Friesacher Feld. Unterhalb von Friesach nimmt die Metnitz die Olsa auf. Nach einer Talverengung bei Hirt mündet der Fluss bei Zwischenwässern (580 m) in die Gurk. Auf ihrem Lauf durchfließt sie die Gemeinden Metnitz, Friesach, Micheldorf und Straßburg.

### Einzugsgebiet
Die Metnitz hat ein Einzugsgebiet von 470 km² und eine mittlere Wasserführung von 5,3 m³/s. Der Fluss ist geprägt von einem pluvialen Abflussregime mit Maximum im Sommer und einem Nebenmaximum im Herbst. Über weite Strecken fließt die Metnitz natürlich bis naturnah. Die Gewässergüte fällt in die Güteklasse I-II (nicht bis gering verunreinigt).

### Zuflüsse
Liste direkter Zuflüsse von der Quelle zur Mündung. Auswahl.
- Uslbach, von rechts vom Eselberg bei Schwegl
- (Bach aus dem Bachlergraben), von rechts vom Mödringberg bei Felfernig
- Mödringbach, von rechts vom Mödringberg bei Lindenwirt
- Schwarzenbach, von links vom Hirschstein bei Moser
- (Bach von der Unteralpe), von links vor Geier
- (Bach vom Pirkerkogel), von rechts nach Geier
- Wöbringbach, von links vom Hirschstein nahe Wadlitzer
- Preiningbach, von links vom Preiniger Kuster am Bad vor Metnitz
- Vellachbach, von rechts von der Lamerhöhe in Metnitz
- Teichlbach, von links vom Golzeck in Metnitz
- (Bach vom Kuster), von rechts nach Maria Höfl
- (Bach vom Hölzlsteinkogel), von links vor Grades
- Feistritzbach, von rechts von der Lamerhöhe nei Mariaheim
- Roßbach, von links von der Kuhalm bei Scharlitzer
- Moserwinklbach, von links vom Scharfen Eck bei Staudachhof
- (Bach vom Saumarkt), von rechts bei Auenbauer
- (Bach vom Moschitzberg), von rechts bei St. Johann
- Timrianbach, von links vom Schneeloch in St. Johann
- Schratzbach, von links vom Schlägerboden bei St. Salvator
- Olsa, von links in Grafendorf. Fließt in Neumarkt in der Steiermark aus dem Perchauerbach (links) und dem Hoferdorferbach (rechts) zusammen.
- (Bach aus dem Pungartergraben), von links vom Hubmannkogel in Grafendorf
- Micheldorfer Bach, von rechts vom Lanzenberg in Micheldorf
- (Bach vom Ochsenkogel), von links bei Grießerhof
- (Bach), von links nahe Ruhsdorf

## Wasserkraftnutzung
Juni 2019 wurde das Projekt Kleinwasserkraftwerk Metnitz amtlich bekannt gegeben. Es liegt zwischen Flusskilometer 27,838 (Krafthaus, linksufrig) und 29,570 in der Gemeinde Metnitz. Aus 1,8 m³/s Nenndurchfluss über 20,88 m Bruttofallhöhe sollen mit einer Diagonalturbine auf 400 V Spannungsniveau 291,9 kWel Engpassleistung produziert werden. Etwa Anfang 2024 wurde der Bau (samt einer Brücke) amtlich gestoppt, weil die Bauausführung (insbesondere in der Höhenlage der Wasserfassung) vom Projektplan abweicht. Die bauausführende Strabag beruft sich auf fehlerhafte Vermessung durch eine andere Firma. Wenn keine Änderungsplanung eingereicht wird, steht ein Abriss des 3-Mio.-Euro-Projekts im Raum, so die Bezirkshauptfrau im Juni 2025.

## Fauna
Im Oberlauf kommen nur Bachforellen und Koppen vor. Im Unterlauf kommen Äschen und Regenbogenforellen hinzu.